# Ukiyo
Ukiyo (浮世, "Mundo Flutuante") descreve o estilo de vida urbano, especialmente aspectos da busca pelo prazer, do período Edo no Japão (1603-1867). A cultura do "mundo flutuante", desenvolvida em Yoshiwara, uma zona de meretrício em Edo (atual Tóquio) que tinha premissão para operar o shogunato, onde havia inúmeros bordéis, casas de chá (Chashitsu) e teatros kabuki, lugares frequentados pelos chonin, membros da crescente classe dos comerciantes da época.

Onnayu ("mulheres no banho"). Xilogravura ukiyo-e a cores de Torii Kiyonaga (1752-1815)

A cultura ukiyo desenvolvida igualmente noutras cidades como Osaka e Kyoto, desenrolou-se em diferentes expressões artísticas como o ukiyo-e (浮世絵, "retratos do mundo flutuante") ou o ukiyo-zôshi (浮世草子, "livros do mundo flutuando"), em que Ihara Saikaku foi o seu pioneiro.
O termo é uma alusão irónica homófona do termo budista "mundo doloroso" (憂き世), que fazia alusão a uma vida pessimista do mundo, sobre o plano terreno da morte e renascimento a partir do qual os budistas procuraram realizar.